# Öland (cheval)
Le Öland (suédois : Öland Russ) est une race de poneys autochtone de l'île d'Öland, désormais éteinte. Il était apparenté au Gotland.

## Histoire
Cette race de poneys est proche de la population voisine de l'île de Gotland. Il a été exporté en grands nombres vers l'Estonie,. Carl von Linné décrit cette race au cours de ses voyages.
L’extinction de la race remonte au début du XXe siècle. Le dernier cheval d'Öland connu, Lilly, meurt à la ferme de Torslanda en 1925.
En 2005, une tentative de retrouver cette race débute à partir d'une sélection de poneys estoniens amenés en Suède, sous l'impulsion de Birger Ramnebrink, qui préside une association agissant dans ce but. Le poney obtenu n'a pas été autorisé à porter le nom de « Öland » par la chambre d'agriculture suédoise.

## Description
La race est génétiquement proche de l'Estonien. Il est de petite taille.
Son galop est réputé pour sa grande rapidité.

## Utilisations
La race reconstituée est utilisée en équitation sur poney et en équithérapie.

## Diffusion de l'élevage
En 2007, le poney reconstitué compte 70 représentants élevés dans une quinzaine de fermes différentes.